# Libres como el viento (telenovela)
Libres como el viento es una telenovela venezolana producida y transmitida por la cadena RCTV en el año 2009. Original de la escritora Pilar Romero, inspirada en la novela Una Brizna de paja en el viento de Rómulo Gallegos en 1952.
Está protagonizada por Laura Chimaras y Jonathan Montenegro, y con las participaciones antagónicas de Guillermo Pérez, Juliet Lima y Damián Genovese.
A partir del capítulo 80 la telenovela cambió de escritora, Iris Dubs.
El 23 de agosto del 2021 retransmite en Televen en horario vespertino a sustituir a Angélica Pecado, y a inicios de Febrero del 2022 es reemplazado por Nacer contigo.

## Sinopsis
"Libres como el viento" es una historia de amor marcada por la actualidad universitaria, una visión pragmática y natural de los estudiantes de hoy.
Fabiola Azcárate, la menor de cinco hermanos, es enviada al extranjero a continuar sus estudios de Bachillerato a la muerte de su padre. Pero la nostalgia la obligará a regresar a su país sin saber que el amor de su infancia la está esperando.
A su llegada, "La Muñeca", como la llaman sus familiares, se encontrará con que sus hermanos están divididos porque no saben qué hacer con la herencia que les dejó su padre: abandonar el negocio familiar o defenderlo hasta el final. El dilema marcará el inicio de la discordia familiar.
Por su parte, Miguel Ángel Marino "El Potro", hijo del caporal de la hacienda Azcárate, se ha convertido en un hombre adulto que no ha olvidado a Fabiola. Pero Tibisay Pacheco "La China", una sensual mujer, está dispuesta a todo con tal de conquistar el amor de Miguel Ángel.
La relación de "La Muñeca" y "El Potro" será una relación marcada por el ímpetu de la juventud y las ansias de libertad, que se afianzará en la Universidad Nicolás Copérnico, cuyas aulas están divididas por dos bandos enfrentados por el control de la universidad. Uno de los bandos es el dirigido por Diego Bravo, quien busca la división y la confrontación, y el otro, cuyo líder es Reinaldo Torres, intenta consolidar la unión de los estudiantes de la comunidad universitaria.
Junto a los estudiantes, estará el profesor Rogelio Luciente, quien más que un hombre de letras, se convertirá en la conciencia del movimiento estudiantil; y la profesora Ivana Galván, quien será su mano derecha en esta causa. Juntos serán un vivo ejemplo de cuán poderosas pueden resultar las alas del amor, uniendo mundos opuestos en una sola realidad.

## Elenco
- Laura Chimaras - Fabiola Azcárate Martínez "La Muñeca"
- Jonathan Montenegro - Miguel Ángel Marino "El Potro"
- Juliet Lima - Tibisay Pacheco "La China"
- Roberto Messuti - Rogelio Luciente
- Flavia Gleske - Raquel Luciente de Azcárate
- Marialejandra Martín - Rafaela Marcano
- Carlos Felipe Álvarez - Reinaldo Torres
- Damián Genovese - Diego Bravo / (Diego Clemente)
- Hernán Marcano - Marcos Chaparro Salazar
- Alejandro Otero - Ezequiel Azcárate Martínez
- Guillermo Pérez - Dionisio Azcárate Martínez
- Raquel Yánez - Amarelis Sarmiento
- Dad Dáger - Ivana Galván
- Néstor Bravo - Maurico Leal
- Luis Fernando Sosa - Pablo Alfonso Azcátare Rivera
- Caterina Valentino - Andreína Andueza
- Ángel Casallas - Manuel Darío Gutiérrez
- Ana Castell - Natividad Salcedo
- Michelle Taurel - Ana "Anita" Marino
- Félix Loreto - Juan Marino
- Gabriela Santeliz - Nancy
- Gabriela Hernández - Yocelin Mijares
- Francis Rueda - Doña Natalicia Clemente
- Carlos Márquez (†) - José Rosario Pacheco
- Mauricio Jiménez - Gustavo Coromoto "Coro Coro" (El "corre, ve y dile")
- Gonzalo Velutini - Aureliano Lucena (El Gobernador)
- Andreína Chataing - Luz
- Antonio Cuevas - Diego de Jesús Bravo
- Leonte Ortega - Balbino
- Catherine Cardozo - Carmelina
- Gabriel López - Andrés
- Jorge Palacios - Participación especial
- Leopoldo Regnault - Participación especial
- Mauro Boccia - Participación especial

## Producción
- Titular de Derechos de Autor de la obra original - Radio Caracas Televisión (RCTV) C.A.
- Producida por -Radio Caracas Televisión C.A.
- Vice-Presidente de Dramáticos, Humor y Variedades RCTV Radio Caracas Televisión C.A. - José Simón Escalona
- Original - Pilar Romero / Iris Dubs
- Adaptación - Inspirada "Una Brizna de paja en el viento" de Rómulo Gallegos
- Libretos de - Iraida Tapias, José Tomás Angola, José Manuel Espiño, Yoyiana Ahumada, Pilar Romero
- Dirección General - Vicente Albarracín
- Gerente de Proyecto - Jhonny Pulido Mora
- Producción General - Mileyba Álvarez Barreto
- Dirección de Arte - Ana Rosa Gallegos
- Dirección de Exteriores - José Manuel Carvajal
- Producción de Exteriores - Alexandra Ramírez Yánez
- Dirección de Fotografía - Michael Montes
- Edición - Cacho Briceño
- Musicalización - Edgar Sánchez
- Música Incidental - Francisco Cabrujas
- Diseño de Vestuario - Manuel Salcedo
- Coordinador - Wileman Sánchez
- Escenografía - Ximena Herrera
- Producción 2.ª unidad de exteriores - Ronixa Azócar
- Asistentes de Producción - Marcos Daniel Sifontes, Paula Carballo, Simón Martínez
- Sonido - Franklin Ostos, Mario Rinaldi

## Nominaciones

### El Galardón 2009
- Mejor telenovela: Libres como el viento
- Mejor actriz protagónica joven: Laura Chimaras
- Actuaciones de primer nivel femenino: Ana Castell
- Actuaciones de primer nivel masculino: Carlos Márquez, Félix Loreto
- Mejor actor protagónico joven: Jonathan Montenegro
- Actuación protagónica masculino adulto: Roberto Messuti
- Actuación protagónica masculino joven: Néstor Bravo
- Mejor actuación especial (actores invitados): Carlos Felipe Álvarez
- Mejor villana: Juliet Lima
- Mejor villano adulto: Guillermo Pérez
- Mejor villano joven: Damián Genovese
- Mejor actriz de reparto joven: Gabriela Hernández.
- Mejor actor de reparto joven:  Angel Casallas.
- Actor Revelacion del año: Angel Casallas.
- Mejor actriz de reparto adulta: Francis Rueda
- Mejor actor de reparto adulto: Hernán Marcano
- Primer actor del año: Félix Loreto
- Mejor tema musical de telenovelas: "Celebra la vida" - Axel ("Libres como el viento")
- Tema de amor de telenovelas: "Libres como el viento" - Reinaldo Álvarez ("Libres como el Viento")
- Productor(a) ejecutivo(a) de dramáticos: Jhonny Pulido Mora ("Libres como el viento")

- Datos: Q5974918